# Ascalaphus prothoracicus
Ascalaphus prothoracicus is een insect uit de familie van de vlinderhaften (Ascalaphidae), die tot de orde netvleugeligen (Neuroptera) behoort. 
Ascalaphus prothoracicus is voor het eerst wetenschappelijk beschreven door Kimmins in 1949.